# Drosophila facialis
Drosophila facialis är en tvåvingeart som beskrevs av Adams 1905. Drosophila facialis ingår i släktet Drosophila och familjen daggflugor.
Artens utbredningsområde är Sydafrika.